# Boris Filan
Boris Filan (* 30. červen 1949 Bratislava) je slovenský spisovatel, textař, dramaturg, scenárista a příležitostný moderátor.

## Osobní život
Narodil se roku 1949 v Bratislavě do rodiny scenáristy, režiséra a dramatika Ľudovíta Filana. V roce 1972 absolvovoval filmovou a televizní dramaturgii a scenáristiku na VŠMU v Bratislavě.[zdroj?] V letech 1973–1987 pracoval jako dramaturg v literární redakci ČST Bratislava i v redakci zábavných programů Československé televize v Bratislavě. Za svoji publicistickou aktivitu obdržel v roce 1994 cenu Egona Erwina Kische. V roce 2000 získal Cenu za nejprodávanější knihu Tam tam 3, kterou udělovala v roce 1999 Všeobecná úvěrová banka.[zdroj?]
Ze vztahu s českou zpěvačkou Danou Vlkovou má staršího syna Marka. Do manželství s herečkou Ingrid Filanovou se narodil syn Oliver.

## Tvorba
Je autorem vícero scénářů televizních komedií. Autorsky připravoval a uváděl televizní talk show Gala Borisa Filana. Od šestnácti let psal texty k písničkám, později hlavně pro Pavola Hammela a skupiny Prúdy a Elán.[zdroj?] Naposledy s Elánem spolupracoval na vydání alba Elán - Tretie oko (2003). Ve Slovenském rozhlase uvádí úsměvnou publicistickou relaci Pálenica.
V roce 1989 napsal scénář hudebního filmu Rabaka, v němž hlavní roli ztvárnila skupina Elán. V roce 1991 se s Vašem Patejdlem vytvořil autorsky podílel na muzikálu Snehulienka a sedem pretekárov.

## Dílo

### Knihy pro dospělé
- 1987: Túlavý psík, texty písní
- 1991: Puki
- 1991: Paternoster, povídky
- 1993: Tam-tam, cestopisné črty a úvahy
- 1995: Nový Tam-tam, cestopisné črty a úvahy
- 1996: 69 textov, texty písní
- 1999: Tam-tam 3, cestopisné črty a úvahy
- 2002: Nočný Tam-tam
- 2002: Tri opice
- 2004: Posledný Tam-tam, cestopisné črty a úvahy
- 2004: Kamalásky, texty písní
- 2005: Ľubošova finta
- 2006: Wewerka
- 2007: Tam-tam plus
- 2008: Bratislavské krutosti
- 2009: Dole vodou
- 2009: Klimtov bozk
- 2010: PrešpoRock
- 2010: Tajomstvo Budhovho úsmevu
- 2011: Rozhovor majstra s hlúpym žiakom
- 2011: Raba Suli Bratislava III
- 2012: Ako išlo oko na vandrovku
- 2012: Zabíjačka a iné rozkoše
- 2013: Vodka, duša, kaviár
- 2014: Umenie zablúdiť

### Knihy pro děti a mládež
- 1991: Paternoster

### Ostatní díla
- 1991: Snehulienka a sedem pretekárov, taneční muzikál pro děti (spoluautor Vašo Patejdl, uvedlo Slovenské národní divadlo)
- 1989: Rabaka scénář hudebního filmu se skupinou Elán